# Neohesperidin
Neohesperidin ist ein bitter schmeckender Stoff aus der Gruppe der Flavanone, es ist ein Glycosid von Hesperetin. Natürlich kommt es in Bitterorangen und in Grapefruits vor.

## Verwendung
Durch Hydrierung von Neohesperidin ist Neohesperidin-Dihydrochalkon, ein hochintensiver Süßstoff, zugänglich.

## Vorkommen
Neohesperidin kommt in Bitterorangen, Tangelos (Kreuzung aus Grapefruit und Mandarine) und in Grapefruits vor. Der Gehalt an Neohesperidin hängt dabei vom Reifegrad der Frucht und der Züchtung der Citrus-Art ab. So gibt es Cultivars der Tangelos, die keinerlei Neohesperidin enthalten, andere hingegen enthalten vergleichsweise viel Neohesperidin. Beispielsweise die K-Early, ein Tangelo-Cultivar, enthält mit 720 ppm vergleichsweise viel Neohesperidin in seinem Fruchtsaft. Neohesperidin kommt in ganz unterschiedlichen Bereichen der Früchte vor. So kann es im Saft der Frucht, aber auch in den Schalen und in den Blüten bzw. den Fruchtknoten und Fruchtnarben gefunden werden.

## Isolierung
Eine Möglichkeit Neohesperidin zu isolieren besteht darin, es aus zermahlenen Bitterorangenblüten mit 96-prozentigem Alkohol zu extrahieren. Nach Auskochen der zermahlenen Blüten, Einengen der Lösung und mehrtägigem Stehen bei Raumtemperatur fällt Neohesperidin aus.

## Struktur
Als Vertreter der Flavonoide, einer Untergruppe der phenolischen Pflanzenstoffe, besteht Neohesperidin aus einem Flavanonteil, welcher über eine glycosidische Bindung an das Glykon Neohesperidose (ein Disaccharid) gebunden ist. Hierbei ist das für Flavonoide charakteristische Phenylpropangerüst zu erkennen, welches einen weiteren aromatischen Ring trägt. Durch einen intramolekularen Ringschluss wird die Chalkonform in die Flavanonform umgewandelt. Das im Neohesperdin vorliegende Flavanon wird Hesperetin genannt, es ist auch im strukturverwandten Hesperidin enthalten. Dieses sogenannte Hesperetin-Aglykon ist an seinem C-7 Atom an das Glykon gebunden. Aus der Struktur ergibt sich, dass Neohesperidin elf Stereozentren besitzt und somit optisch aktiv ist. Neben den zehn stereogenen Zentren der Glykosidkomponente enthält auch das Hesperetin ein asymmetrisches Kohlenstoffzentrum. Dieses C-2 Atom weist hierbei in der natürlichen Form die (S)-Konfiguration auf.

## Synthese
Aufgrund der hohen Nachfrage nach Neohesperidin, unter anderem aufgrund seiner Verwendung zur Herstellung des Süßstoffes Neohesperidin-Dihydrochalkon, aber auch aufgrund der interessanten pharmazeutischen Eigenschaften, sind diverse Syntheseverfahren entwickelt worden. Als Ausgangsstoff kann beispielsweise das leichter verfügbare Naringin verwendet werden, welches in alkalischer Umgebung zerfällt und anschließend mit Isovanillin zum Neohesperidin umgesetzt werden kann. Die hierbei patentierten Verfahren unterscheiden sich größtenteils in der Wahl des Katalysators, wobei häufig sekundäre Amine für diesen Zweck eingesetzt werden. Im Jahr 1967 veröffentlichten Kamiya, Esaki und Hama einen Syntheseweg, welcher Neohesperidin aus den Grundbausteinen α-L-Rhamnose, β-D-Glucose, 2,4,5-Trihydroxyacetophenon und Isovanillin zugänglich macht. Hierbei wird auch das Flavanongrundgerüst neu synthetisiert. Zunächst werden α-Acetobrom-L-Rhamnose und 1,3,4,6-Tetra-O-acetyl-α-D-glucopyranose in einer Kondensationsreaktion zur acetylierten Neohesperidose umgesetzt. Diese wird anschließend über eine nucleophile Substitutionsreaktion mit einer gesättigten Lösung von Bromwasserstoff in Essigsäure bei 0 °C am C-1 Atom der Glucose bromiert. Das Disaccharid kann nun in einer Kondensationsreaktion unter Deacetylierung mit 2,4,5-Trihydroxyacetophenon unter dem Zusatz von Ag2O und Chinolin reagieren. Im Anschluss erfolgt eine Aldolkondensation mit Isovanillin in 60%iger Kaliumhydroxidlösung in Ethanol. Nach Ansäuern mit HClO4 wird das Neohesperidinchalkon erhalten. Dieses wird mit Pufferlösung (pH = 6) gekocht, wobei über einen Ringschluss die Flavanonform, das Neohesperidin, entsteht. Da dieser Ringschluss nicht stereoselektiv erfolgt, werden zwei Epimere erhalten, die sich in ihrer Konfiguration am C-2 Atom des Hesperetin-Aglucons unterscheiden. Aufgrund dieser Problematik wurde in den letzten Jahren intensiv an stereospezifischen Syntheserouten für Flavanone geforscht und Methoden entwickelt, die die Ausbeute an enantiomerenreinen Flavanonen erhöhen sollen.

## Biologische Wirkung
Neohesperidin ist ein Antioxidans und kann als Radikalfänger dienen. Außerdem wirkt es entzündungshemmend. Vielfältige therapeutische Wirkungen werden untersucht, jedoch befinden sich diese meist noch in der Entwicklung. Beispielsweise wurde in Tierversuchen von einer die Knochengesundheit fördernden Wirkung berichtet. Auch in der Krebstherapie könnte Neohesperidin eine Wirkung besitzen. So wurde bei kultivierten Brustkrebszellen beobachtet, dass die Gabe von Neohesperidin zu einer erhöhten Apoptoserate führte. Auch eine Veränderung der Darmflora durch Neohesperidingabe wurde in Tierversuchen beobachtet. Diese führte bei mit sehr fetthaltiger Nahrung gefütterten Mäusen zu einer Abschwächung der Gewichtszunahme, der Insulinresistenz und der Entzündlichkeit. In einem anderen Tierversuch konnte eine Verringerung der Darmtumorrate beobachtet werden, die möglicherweise ebenfalls auf eine veränderte Darmflora zurückgeführt werden kann.
Bei Menschen mit leicht erhöhtem Cholesterinspiegel konnte bei Gabe des Bergamotte-Saft-Extrakts Bergavit eine Senkung der Blutfettwerte, der LDL sowie von Markern für subklinische Atherosklerose beobachtet werden. Dieses Extrakt beinhaltet neben Neohesperidin noch weitere Flavonoide wie Neoeriocitrin und Naringin.